# ポーラテレビ小説
ポーラテレビ小説（ポーラテレビしょうせつ）は、1968年（昭和43年）10月から1986年（昭和61年）9月（1984年4月以降は「テレビ小説」の枠名）まで、TBS系列で月曜日から金曜日（1974年9月までは月曜日から土曜日）の12:40 - 13:00（JST）に放送されていた昼の帯ドラマシリーズである。

## 概要

### 婦人ニュースの後枠
それまで『ポーラ婦人ニュース』（朝日放送・TBS共同制作）としてポーラ化粧品本舗（現・株式会社ポーラ：ポーラ・オルビスホールディングス傘下）が一社提供していた枠をドラマ枠に変更することをTBSが要請したが、ポーラが今までの数倍も経費がかかることを理由に難色を示し交渉は難航した。TBSは視聴時間帯が主婦を中心とした女性であることを強調して、ドラマ枠への変更とポーラのスポンサー継続を取り付けた。作品の放送単位はNHKの『連続テレビ小説』 の1年単位に対して本枠は半年単位とされた。開始2年後に平均視聴率が10%に達し、さらに5年後には15%を超える勢いとなった。

### オープニング
- 初期のオープニングは、ヨハン・フィリップ・クリーガーのメヌエットをBGMに、白地にギリシャ彫刻様の女性像が次々に現れ、その後女性の声で「ポーラテレビ小説」とコールされ、提供読みのないものであった。そしてドラマ本編放送後に、渡辺直子によるポーラ化粧品のコマーシャルが流れるものであった。当時のポーラ化粧品の主力商品は、ポリシマやエバンジル、シルフィーなどの、比較的高級な基礎化粧品が多かったが、これら商品のうち1、2品目を扱って解説するような形で商品を宣伝され、その最後に商品と値段が画面で表記されるという形式だった。この手法はテレビ朝日（当時：NETテレビ）系列で放映された『ポーラ名作劇場』でも踏襲されたが、オープニング音楽は名作劇場の方が若干長めとなっていた。
- 再放送のオープニングは白地に「ポーラテレビ小説」と「（当時のシンボルマーク）ポーラ化粧品→POLA」という画面が映されるのみで、昼間の放映に見られるオープニング音楽やコマーシャルは一切流れないシンプルなものであった。
- 遅れネット局では、TBS系列局の再放送と同時刻の局（主に日本テレビ系列局）でも、オープニング音楽やコマーシャルを付け加えて放送された。

### ヒロインとスポンサー
タイトル通りポーラ化粧品本舗の単独提供で、『連続テレビ小説』と同じように女性を主人公とした物語が多く放送された。NHKの連続テレビ小説と同様に新人女優の登竜門として、このシリーズから女優の宇津宮雅代、木内みどり、丘みつ子、音無美紀子、佐野厚子（現・佐野アツ子）、小林亜紀子（現・高橋美恵子、高橋英樹夫人・高橋真麻の母）、中田喜子、萩尾みどり、岡江久美子、岡まゆみ、五十嵐めぐみ、名取裕子、山本みどり、樋口可南子、かとうかずこ（現・かとうかず子）、宮崎美子、根本律子（現・根本りつ子）、賀来千香子や、出演当時宝塚歌劇団の現役男役だった遥くらら、さらには後にテレビキャスターとして活躍する浜尾朱美などを輩出した。特に『文子とはつ』は、藤真利子、香野百合子をダブルヒロインとして、木曽を舞台に育ちの違う乳姉妹がたどる女の半生を描き、視聴率が20%を超える作品となった。

### 再放送枠とワイドショーとの関係
朝8:10からの再放送枠は開始時から行われ、一時休止を経て1972年4月から再開した。これは、『モーニングジャンボ』が『モーニングジャンボJNNニュースショー』と『モーニングジャンボ奥さま8時半です』に分割された際、8時から8時30分までが空白の時間帯となったことが理由である。しかし番組自体は20分のため、前半10分間は『8時の空』が放送された。

### スポンサー降板・再放送枠廃止・枠終了
『連続テレビ小説』が前期・後期の放送となった1975年以降は、『文子とはつ』の様に視聴率が20%を越える作品もあった。しかし、1982年4月 - 9月放送の第28作『女・かけこみ寺』では、メインライターであった泊里仁美が途中降板させられるなど制作現場に混乱が生じた。さらに、『連続テレビ小説』の1983年度作品であり、かつ1974年度作品である『鳩子の海』以来1年単位の放送となった『おしん』が高視聴率を稼ぎ出して人気を得たことから、1983年4月 - 9月放送の第30作『おゆう』と1983年10月 - 1984年3月放送の第31作『千春子』は視聴率や話題性などで苦戦を強いられた。『おゆう』と『千春子』が放送されていた同時期には、高視聴率を稼ぎ出していた『おしん』の他にも、本放送の裏番組であり、1982年10月に開始したフジテレビ『笑っていいとも!』の視聴率が上昇した事や、再放送の裏番組であり、1979年3月に開始した日本テレビ『ズームイン!!朝!』が安定した視聴率を獲得するようになったため、本枠の低迷傾向が加速した。このため、1984年3月30日の『千春子』終了をもって、『ポーラ婦人ニュース』以来26年間続いたポーラ化粧品がスポンサーを降板。同時にJNN系列外ネット局の放送枠でもあった朝8:10 - 8:30の再放送も終了した。『千春子』終了時点では、TBS系列25局と日本テレビ系列6局の31局ネットとなっていた。
1984年4月以降は複数社提供となったため、シリーズタイトルも単に「テレビ小説」に改め、TBS系列25局のみのネットとなった。改名後の初作となる第32作『あなた』は第19作でヒロインだった藤真利子が主役に起用され、上坂冬子のエッセイを原作とした第33作『一度は有る事』もベテラン女優の白川由美が主役に起用されたため、当枠の路線変更も一時囁かれたが、第34作『夢かける女』から最終作の第40作『恋とオムレツ』まで『ポーラテレビ小説』時代と同じく若手女優のヒロイン起用となった。
『テレビ小説』への改名後も『連続テレビ小説』（再放送）や『笑っていいとも!』の高視聴率、日本テレビ『お昼のワイドショー』のコーナーである「あなたの知らない世界」の学校の長期休暇期間中に放送された集中放送が高視聴率を稼ぐなどで低迷傾向が続き、放送に関しても、改名後の初作となる『あなた』は1984年4月 - 9月放送の半年単位で放送されたが、1984年10月クールの『一度は有る事』以降は3カ月単位での放送に短縮された。制作に関しても、1985年10月クールの第37作『幸せさがし』まではTBS自社制作であったが、1986年1月クールの第38作『朝の夢』は直後枠である『花王 愛の劇場』同様に外部プロダクションによる製作を導入することになり、『朝の夢』と最終作の『恋とオムレツ』はテレパック制作で放送されたが、1986年4月クールの第39作『夢恋し』はTBS自社制作で放送された。
結局、「テレビ小説」は1986年7月クールの第40作まで9作品がつくられ、1986年9月26日放送分をもって終了。18年の歴史の幕を閉じた。終了理由について当時の番組宣伝部部長の古谷昭綱は「昼12時台の視聴者が同時間帯の娯楽番組、情報番組に傾いてきたこと、新人女優発掘という役目も終わったこと」などといったことを話している。
尤も、1年後の1987年10月にはほぼ同じ時間帯で『家庭の問題』という1週完結形式のドラマ枠が開始。本番組とは趣は異なるが帯ドラマの編成が復活し、1990年9月まで放送された。

## 沿革
- 1968年9月30日、第1作『三人の母』放送開始。当時NHKの連続テレビ小説が4月-翌年3月の1年間の放送だったのに対し、この「ポーラテレビ小説」は4月-9月、10月-翌年3月の半年単位で放送していた。
- 第3作『安ベエの海』放送中の1969年12月1日から青森県のネット局が青森放送から青森テレビへ変更。
- 第4作『オランダおいね』から山梨県のネット局が山梨放送からテレビ山梨、山口県が山口放送からテレビ山口、高知県が高知放送からテレビ高知へそれぞれ変更。
- 第5作『花もめん』を以て朝の再放送が一旦休止。
- 第6作『お登勢』よりカラー放送が開始。
- 第8作『アンラコロの歌』から朝の再放送再開。また放送中の1972年9月22日から山陰地方のネット局が山陰放送へ一本化。
- 第12作『やっちゃば育ち』を最後に土曜日の放送が終了。
- 第13作『わたしは燁』以降、月-金曜の放送に変更。
- 1975年3月31日の「腸捻転解消」に伴い、第14作『お美津』から近畿地方のネット局が朝日放送から毎日放送に変更。
- 第22作『からっ風と涙』からテレビ山口における放送が遅れネットから同時ネットに変更。同時にTBS系列25局同時ネット化達成。
- 第31作『千春子』放送中の1983年11月28日から福島県のネット局が福島テレビからテレビユー福島へ変更。また本作終了を以てポーラ化粧品がスポンサーから撤退し、朝の再放送とTBS系列外へのネットが終了。
- 第32作『あなた』から複数社提供となり、名称も「テレビ小説」に変更。
- 第33作『一度は有る事』から、放送期間が3ヶ月単位に変更。
- 第38作『朝の夢』は初の外部プロダクション（テレパック制作）となる。
- 第39作『夢恋し』がTBS自社制作最終作品となる。
- 1986年9月26日、第40作『恋とオムレツ』（テレパック制作）を以て終了。

## 放送時間
本放送と再放送の時間帯はNHKの連続テレビ小説の逆で、本放送が昼、再放送が朝となっている。

### 本放送
- TBS系列局
  - 青森テレビ・テレビ山口を除く23局（朝日放送・毎日放送と本枠開始後に同時ネットを開始したテレビユー福島・テレビ山梨・テレビ高知も含む）
    - 1968年9月30日 - 1974年9月28日：月 - 土 12:40 - 13:00（同時ネット）
    - 1974年9月30日 - 1986年9月26日：月 - 金 12:40 - 13:00（同時ネット）

  - 青森テレビ（1975年3月まではNETテレビ系列とのクロスネット局）
    - 1969年12月1日 - 1974年9月28日：月 - 土 8:10 - 8:30（遅れネット）
    - 1974年9月30日 - 1975年3月28日：月 - 金 8:10 - 8:30（遅れネット）
    - 1975年3月31日 - 1986年9月26日：月 - 金 12:40 - 13:00（同時ネット、ANN脱退・JNN正式加盟並びに青森放送への『アフタヌーンショー』放映権移行による）

  - テレビ山口（1978年9月まではTBS系列・フジテレビ系列・テレビ朝日系列、1978年10月以降はTBS系列・フジテレビ系列）
    - 1970年4月1日 - 1974年9月28日：月 - 土 8:10 - 8:30（遅れネット）
    - 1974年9月30日 - 1979年3月30日：月 - 金 8:10 - 8:30（遅れネット）
    - 1979年4月2日 - 1986年9月26日：月 - 金 12:40 - 13:00（同時ネット、ANN脱退後も同時ネットしていた『アフタヌーンショー』の山口放送への放映権移行による）

  - 開始から終了まで同時ネットで放送していたTBS系列23局の内、TBS・テレビユー福島・テレビ山梨・信越放送・静岡放送・毎日放送・テレビ高知の7局は開始から終了まで『花王 愛の劇場』の直前に放送していた他、それ以外の局（朝日放送も含む）は1975年3月28日までは『シャボン玉寄席』→『シャボン玉プレゼント』の直前に、1975年3月31日以降は『花王 愛の劇場』の直前にそれぞれ放送していた。
  - 開始当初遅れネットだった青森テレビとテレビ山口の2局は、青森テレビは1975年3月28日までは『モーニングショー』の直前に、1975年3月31日以降は『花王 愛の劇場』の直前にそれぞれ放送していた他、テレビ山口は1979年3月30日までは『小川宏ショー』の50分前に、1979年4月2日以降は『花王 愛の劇場』の直前にそれぞれ放送していた。青森テレビは同時ネット化と同時に直前枠であった『ベルトクイズQ&Q』のネットを開始した他、テレビ山口は同時ネット化と同時に直前枠であった『ベルトクイズQ&Q』と『シャボン玉こんにちは』のネットを開始した。2局とも、本放送の同時ネット化後における8:10枠はそのまま本枠の再放送となった。

- 他系列局
  - 福島テレビ（1983年3月まではTBS系列・フジテレビ系列、1983年4月以降はフジテレビ系列）
    - 1968年9月30日 - 1974年9月28日：月 - 土 12:40 - 13:00（同時ネット）
    - 1974年9月30日 - 1983年9月30日：月 - 金 12:40 - 13:00（同時ネット、1983年4月1日のフジテレビ系列へのネットチェンジ後も本来の系列番組である『笑っていいとも!』のネットを開始せずに直前枠である『スーパーダイスQ』と『悪友親友』共々本枠の同時ネットを継続）
    - 1983年10月3日 - 1983年11月25日：月 - 金 7:30 - 7:50（遅れネット、フジテレビ系列完全移行による。1983年10月3日以降における12:40 - 13:00枠は『笑っていいとも!』（12:00 - 12:55）を新規ネット開始）[11]

  - 日本テレビ系列局
    - 1974年9月28日まで：月 - 土 8:10 - 8:30（遅れネット）
    - 1974年9月30日 - 1984年4月2日：月 - 金 8:10 - 8:30（遅れネット）

  - 他系列局では1日遅れで、なおかつ8:10 - 8:30で放送されていた局はTBSにおける再放送と同時ネットで放送されていた（但し放送時間は局や時期によって異なる）。
  - 福島テレビは1969年11月17日から1983年9月30日まではTBS系列局と同じく『花王 愛の劇場』の直前に、1983年10月3日から11月25日までは『ひらけ!ポンキッキ』の30分前にそれぞれ放送していた。日本テレビ系列局は各局とも『モーニングショー』の直前に放送していた。

### 再放送
- 一部を除くTBS系列局（1983年4月 - 9月の福島テレビも含む）で実施された。
  - 1974年9月28日まで：月 - 土 8:10 - 8:30
  - 1974年9月30日 - 1984年4月2日：月 - 金 8:10 - 8:30
    - ただしTBS系列局でも、岩手放送・信越放送・山陰放送・長崎放送・琉球放送などは再放送の時間帯に自社制作番組や他の再放送番組などを放送していたため、再放送が未ネットだった系列局もあった。
    - 再放送をネットしていた局の内、テレビ山口は1979年4月2日から1980年3月31日までは『小川宏ショー』の50分前に、1980年4月1日から1984年3月までは『小川宏ショー』→『おはよう!ナイスデイ』の直前にそれぞれ放送していた他、福島テレビは1983年3月31日までは『モーニングジャンボ奥さま8時半です』の直前に、1983年4月1日から9月30日までは『おはよう!ナイスデイ』の直前にそれぞれ放送していた。『モーニングジャンボ奥さま8時半です』をネットしなかった局は、福島テレビとテレビ山口を除く各局とも『モーニングショー』の直前に放送していた。

## 放送リスト
| 作 | タイトル                | 放送期間                      | 原作                      | 脚本                                | 主演                       | 制作プロダクション等 | 備考                                                     |
| -- | ----------------------- | ----------------------------- | ------------------------- | ----------------------------------- | -------------------------- | -------------------- | -------------------------------------------------------- |
| 01 | 三人の母                | 1968年9月30日 - 1969年3月29日 | 沖六鵬                    | 木下恵介ほか                        | 加藤治子 馬淵晴子 千之赫子 | 自社（TBS）制作      |                                                          |
| 02 | パンとあこがれ          | 1969年3月31日 - 9月27日       |                           | 山田太一                            | 宇津宮雅代                 | 自社（TBS）制作      | 第2回テレビ大賞優秀番組賞受賞作品                        |
| 03 | 安ベエの海              | 1969年9月29日 - 1970年3月28日 | 佐藤愛子 「加納大尉夫人」 | 林秀彦 成田孝雄                     | 木内みどり                 | 自社（TBS）制作      |                                                          |
| 04 | オランダおいね          | 1970年3月30日 - 9月26日       |                           | 横光晃                              | 丘みつ子                   | 自社（TBS）制作      |                                                          |
| 05 | 花もめん                | 1970年9月28日 - 1971年3月27日 |                           | 大藪郁子                            | 梶三和子                   | 自社（TBS）制作      |                                                          |
| 06 | お登勢                  | 1971年3月29日 - 9月25日       | 船山馨                    | ジェームス三木                      | 音無美紀子                 | 自社（TBS）制作      |                                                          |
| 07 | ひまわりの道            | 1971年9月27日 - 1972年3月25日 |                           | 横光晃                              | 佐野厚子                   | 自社（TBS）制作      |                                                          |
| 08 | 原生花園 アンラコロの歌 | 1972年3月27日 - 9月30日       | 渡辺喜恵子                | 小山内美江子                        | 泉晶子                     | 自社（TBS）制作      |                                                          |
| 09 | 吉井川                  | 1972年10月2日 - 1973年3月31日 | 棟田博 「美作ノ国吉井川」 | 山田正弘                            | 本阿弥周子                 | 自社（TBS）制作      |                                                          |
| 10 | 薩摩おごじょ            | 1973年4月2日 - 9月29日        | 横光晃                    | 横光晃                              | 小林亜紀子                 | 自社（TBS）制作      | 現・高橋英樹夫人。元フジテレビアナウンサー・高橋真麻の母 |
| 11 | 愛子                    | 1973年10月1日 - 1974年3月30日 | 佐藤愛子                  | 高橋辰雄                            | 杉田景子                   | 自社（TBS）制作      |                                                          |
| 12 | やっちゃば育ち          | 1974年4月1日 - 9月28日        | 田口耕三                  | 田口耕三                            | 中田喜子                   | 自社（TBS）制作      |                                                          |
| 13 | わたしは燁（あき）      | 1974年9月30日 - 1975年3月28日 |                           | 寺内小春                            | 萩尾みどり                 | 自社（TBS）制作      |                                                          |
| 14 | お美津                  | 1975年3月31日 - 9月26日       |                           | 北村篤子                            | 岡江久美子                 | 自社（TBS）制作      |                                                          |
| 15 | 加奈子                  | 1975年9月29日 - 1976年3月26日 |                           | 小山内美江子                        | 遥くらら                   | 自社（TBS）制作      | 現役のタカラジェンヌとしては初めての起用                 |
| 16 | 絹の家                  | 1976年3月29日 - 10月1日       |                           | 西澤裕子                            | 岡まゆみ                   | 自社（TBS）制作      |                                                          |
| 17 | さかなちゃん            | 1976年10月4日 - 1977年4月1日  |                           | 岩間芳樹                            | 五十嵐めぐみ               | 自社（TBS）制作      |                                                          |
| 18 | おゆき                  | 1977年4月4日 - 9月30日        |                           | 小山内美江子                        | 名取裕子                   | 自社（TBS）制作      |                                                          |
| 19 | 文子とはつ              | 1977年10月3日 - 1978年3月31日 | 西澤裕子                  | 西澤裕子                            | 香野百合子 藤真利子        | 自社（TBS）制作      |                                                          |
| 20 | 夫婦ようそろ            | 1978年4月3日 - 9月29日        |                           | 横光晃                              | 山本みどり                 | 自社（TBS）制作      |                                                          |
| 21 | こおろぎ橋              | 1978年10月2日 - 1979年3月30日 |                           | 佐々木守                            | 樋口可南子                 | 自社（TBS）制作      |                                                          |
| 22 | からっ風と涙            | 1979年4月2日 - 9月28日        |                           | 田村孟                              | 木村弓美                   | 自社（TBS）制作      |                                                          |
| 23 | おりん                  | 1979年10月1日 - 1980年3月28日 |                           | 北村篤子                            | 佐藤万理                   | 自社（TBS）制作      |                                                          |
| 24 | マリーの桜              | 1980年3月31日 - 10月3日       |                           | 窪田篤人                            | かとうかずこ               | 自社（TBS）制作      |                                                          |
| 25 | 元気です!               | 1980年10月6日 - 1981年4月3日  |                           | 畑嶺明                              | 宮崎美子                   | 自社（TBS）制作      |                                                          |
| 26 | 発車オーライ            | 1981年4月6日 - 10月2日        |                           | 横田与志                            | 高橋恵子                   | 自社（TBS）制作      | 高橋惠子（関根恵子）とは別人                             |
| 27 | 愛をひとつまみ          | 1981年10月5日 - 1982年4月2日  |                           | 折戸伸弘 矢島正雄 井沢満            | 沖直美                     | 自社（TBS）制作      |                                                          |
| 28 | 女・かけこみ寺          | 1982年4月5日 - 10月1日        |                           | 泊里仁美 井沢満 横田与志 荻原美和子 | 根本律子                   | 自社（TBS）制作      |                                                          |
| 29 | 白き牡丹に              | 1982年10月4日 - 1983年4月1日  |                           | 西澤裕子                            | 賀来千香子                 | 自社（TBS）制作      |                                                          |
| 30 | おゆう                  | 1983年4月4日 - 9月30日        |                           | 北原優                              | 浜尾朱美                   | 自社（TBS）制作      |                                                          |
| 31 | 千春子                  | 1983年10月3日 - 1984年3月30日 |                           | 重森孝子                            | 永光基乃                   | 自社（TBS）制作      |                                                          |
| 32 | あなた                  | 1984年4月2日 - 9月28日        | 江川晴 「看護婦物語」     | 清水曙美                            | 藤真利子                   | 自社（TBS）制作      |                                                          |
| 33 | 一度は有る事            | 1984年10月1日 - 12月28日      | 上坂冬子 「一度は有る事」 | 重森孝子                            | 白川由美                   | 自社（TBS）制作      |                                                          |
| 34 | 夢かける女              | 1985年1月7日 - 3月29日        |                           | 横光晃                              | 松原千明                   | 自社（TBS）制作      |                                                          |
| 35 | 五度半さん              | 1985年4月1日 - 6月28日        | 野上弥生子                | 山元清多                            | 南果歩                     | 自社（TBS）制作      |                                                          |
| 36 | 愛の風、吹く            | 1985年7月1日 - 9月27日        |                           | 田中晶子                            | 安田成美                   | 自社（TBS）制作      |                                                          |
| 37 | 幸せさがし              | 1985年9月30日 - 12月27日      |                           | 鹿水晶子                            | 麻生祐未                   | 自社（TBS）制作      |                                                          |
| 38 | 朝の夢                  | 1986年1月6日 - 3月28日        |                           | 杉屋薫                              | 田中理佐                   | テレパック           | 現・石原伸晃夫人                                         |
| 39 | 夢恋し                  | 1986年3月31日 - 6月27日       |                           | 西澤裕子                            | 南夕子                     | 自社（TBS）制作      | 花園ひろみの娘。実父は山城新伍                           |
| 40 | 恋とオムレツ            | 1986年6月30日 - 9月26日       |                           | 大西信行 青目海 今井詔二            | 高山典子                   | テレパック           | 最終作品                                                 |

## ネット局
※系列は放送終了時点（打ち切り時はネット打ち切り時）のもの。太字は1984年4月以降のネット局。
| 放送対象地域          | 放送局                | 系列                          | ネット形態             | 備考 |
| --------------------- | --------------------- | ----------------------------- | ---------------------- | --- |
| 関東広域圏            | TBS                   | TBS系列                       | 同時ネット             | 制作局、現：TBSテレビ                                                                                         |
| 北海道                | 北海道放送（HBC）     | TBS系列                       | 同時ネット             | |
| 青森県                | 青森放送（RAB）       | 日本テレビ系列                | 遅れネット             | 1969年11月まで                                                                                                |
| 青森県                | 青森テレビ（ATV）     | TBS系列                       | 遅れネット →同時ネット | 1969年12月開局から 1975年3月30日まではNETテレビ系とのクロスネット局                                           |
| 岩手県                | 岩手放送（IBC）       | TBS系列                       | 同時ネット             | 現：IBC岩手放送、再放送なし                                                                                   |
| 宮城県                | 東北放送（TBC）       | TBS系列                       | 同時ネット             | |
| 秋田県                | 秋田放送（ABS）       | 日本テレビ系列                | 遅れネット             | 1984年4月2日打ち切り                                                                                          |
| 山形県                | 山形放送（YBC）       | 日本テレビ系列 テレビ朝日系列 | 遅れネット             | 1984年4月2日打ち切り 1980年3月までは日本テレビ系単独加盟局                                                    |
| 福島県                | 福島テレビ（FTV）     | フジテレビ系列                | 同時ネット →遅れネット | 1983年11月25日まで、1983年10月 - 11月は再放送なし 1983年3月まではTBS系列とのクロスネット局                    |
| 福島県                | テレビユー福島（TUF） | TBS系列                       | 同時ネット             | 1983年11月28日のサービス放送中から ポーラ提供期間は4ヶ月間のみ                                                |
| 山梨県                | 山梨放送（YBS）       | 日本テレビ系列                | 遅れネット             | 1970年3月まで                                                                                                 |
| 山梨県                | テレビ山梨（UTY）     | TBS系列                       | 同時ネット             | 1970年4月開局から                                                                                             |
| 長野県                | 信越放送（SBC）       | TBS系列                       | 同時ネット             | 『加奈子』まで再放送なし                                                                                      |
| 新潟県                | 新潟放送（BSN）       | TBS系列                       | 同時ネット             | |
| 静岡県                | 静岡放送（SBS）       | TBS系列                       | 同時ネット             | |
| 中京広域圏            | 中部日本放送（CBC）   | TBS系列                       | 同時ネット             | 現：CBCテレビ                                                                                                 |
| 富山県                | 北日本放送（KNB）     | 日本テレビ系列                | 遅れネット             | 1984年4月2日打ち切り                                                                                          |
| 石川県                | 北陸放送（MRO）       | TBS系列                       | 同時ネット             | |
| 福井県                | 福井放送（FBC）       | 日本テレビ系列                | 遅れネット             | 1984年4月2日打ち切り                                                                                          |
| 近畿広域圏            | 朝日放送（ABC）       | TBS系列                       | 同時ネット             | 現：朝日放送テレビ 1975年3月28日まで                                                                          |
| 近畿広域圏            | 毎日放送（MBS）       | TBS系列                       | 同時ネット             | 1975年3月31日から、腸捻転解消に伴う移行                                                                       |
| 岡山県 →岡山県 香川県 | 山陽放送（RSK）       | TBS系列                       | 同時ネット             | 現・RSK山陽放送 1983年3月までの放送免許エリアは岡山県のみ 1983年4月より相互乗り入れに伴い香川県もエリア認定   |
| 鳥取県                | 日本海テレビ（NKT）   | 日本テレビ系列                | 遅れネット             | 1972年9月の鳥取・島根の電波相互乗り入れまで                                                                   |
| 島根県 →島根県 鳥取県 | 山陰放送（BSS）       | TBS系列                       | 同時ネット             | 再放送なし、1972年9月までの放送エリアは島根県のみ 1972年9月より鳥取・島根の電波相互乗り入れで山陰放送に一本化 |
| 広島県                | 中国放送（RCC）       | TBS系列                       | 同時ネット             | |
| 山口県                | 山口放送（KRY）       | 日本テレビ系列                | 遅れネット             | 1970年3月まで                                                                                                 |
| 山口県                | テレビ山口（TYS）     | TBS系列 フジテレビ系列        | 遅れネット →同時ネット | 1970年4月から 1978年9月まではテレビ朝日系列とのトリプルネット局                                               |
| 徳島県                | 四国放送（JRT）       | 日本テレビ系列                | 遅れネット             | 1984年4月2日打ち切り                                                                                          |
| 愛媛県                | 南海放送（RNB）       | 日本テレビ系列                | 遅れネット             | 1984年4月2日打ち切り                                                                                          |
| 高知県                | 高知放送（RKC）       | 日本テレビ系列                | 遅れネット             | 1970年3月まで                                                                                                 |
| 高知県                | テレビ高知（KUTV）    | TBS系列                       | 同時ネット             | 1970年4月開局から                                                                                             |
| 福岡県                | RKB毎日放送（RKB）    | TBS系列                       | 同時ネット             | |
| 長崎県                | 長崎放送（NBC）       | TBS系列                       | 同時ネット             | 『加奈子』まで再放送なし                                                                                      |
| 熊本県                | 熊本放送（RKK）       | TBS系列                       | 同時ネット             | |
| 大分県                | 大分放送（OBS）       | TBS系列                       | 同時ネット             | |
| 宮崎県                | 宮崎放送（MRT）       | TBS系列                       | 同時ネット             | |
| 鹿児島県              | 南日本放送（MBC）     | TBS系列                       | 同時ネット             | |
| 沖縄県                | 琉球放送（RBC）       | TBS系列                       | 同時ネット             | 『加奈子』まで再放送なし                                                                                      |

## 備考

### TBS系列局

#### ネット局など
- 朝日放送と毎日放送のネットチェンジ（いわゆる「腸捻転解消」）の時期に放送していた、『わたしは燁』の最終回の放送は、本放送を朝日放送（1975年3月28日・12:40 - ）で、翌週の月曜日の朝の再放送は毎日放送（1975年3月31日・8:10 - ）で放送された。
- 放送当時他系列とのクロスネット局だった3局は以下の対応がとられていた。
  - 青森テレビは1969年12月開局と同時に青森放送から移行を受ける形でネットを開始したが、NETテレビ系列メインのクロスネット局として開局したため（JNNは番販で参加）、8:10 - 枠での遅れネットとなったが、1975年3月31日のANN脱退・JNN正式加盟で『お美津』から同時ネットとなった。『わたしは燁』の最終回は再放送枠となった3月31日の8:10 - から放送された。
  - フジテレビ系列とのクロスネット局だったテレビ山口は、1970年4月開局と同時に山口放送から移行する形で8:10 - 枠での遅れネットを開始。1978年9月のANN脱退後もテレビ朝日『アフタヌーンショー』の同時ネットを1979年3月まで継続したため（『アフタヌーンショー』は1979年4月に山口放送へ移行）、同時ネットは1979年4月2日（『からっ風と涙』開始と同日）からとなった。『こおろぎ橋』の最終回は再放送枠となった4月2日の8:10 - から放送された。同時に本放送におけるTBS系列25局の同時ネット化を達成した。
  - 福島テレビは1983年4月1日にTBS系列メインのクロスネット局から、フジテレビ系フルネット局に変更されてからも（JNN脱退・FNN加盟、ネットチェンジと同時に再放送の直後枠を『モーニングジャンボ奥さま8時半です』からテレビ山口と同じ『おはよう!ナイスデイ』へ変更）、視聴者保護のため『白き牡丹に』・『おゆう』は本放送・再放送とも同時ネットで放送し、『千春子』に関しては、福島テレビが1983年10月1日にフジテレビ系フルネットに完全移行したため（本放送の時間帯を『笑っていいとも!』へ、再放送の時間帯を『ひらけ!ポンキッキ』へそれぞれ変更）、1983年10月4日から11月25日（TBSにおける1983年11月24日放送分まで）までは、本放送のみ当時フジテレビ系列のローカル枠かつフルネット化された『FNNモーニングワイド ニュース&スポーツ』の直後枠である月 - 金7:30 - 7:50に遅れネットで放送された[11]（1983年10月3日は『おゆう』最終回の再放送）[20]。なお、TBSにおける『千春子』1983年11月25日放送分は、テレビユー福島のサービス放送期間中の1983年11月28日に8:10 - の再放送枠で放送された。同時に他系列局からTBS系新局への放映権移行も福島テレビ→テレビユー福島のケースが最後となった。

#### 放送時間の変更・年末年始の放送など
- 朝日放送が放送していた時代に全国高校野球選手権大会（夏の甲子園）を放送する際、および、ネットチェンジ後に毎日放送が放送していた時代に選抜高等学校野球大会（春の甲子園）を放送する際、準々決勝（ベスト16の場合もあり）までは本番組を優先して放送したが、準決勝の時は第一試合終了後に、また決勝戦のときは試合終了後に時差放送されていた[21]。
- 当時のプロ野球日本シリーズはデーゲームで行われており、平日にプロ野球日本シリーズが行われる試合の放映権をTBS系列局が獲得した場合でも、1984年までは日本シリーズが13:00放送開始であったため通常放送されていた。1985年日本シリーズ第4戦は12:40放送開始となったため、『幸せさがし』第23話は翌日に放送された。
- 年末年始の放送に関しては、半年単位で放送していた『ポーラテレビ小説』時代は直後枠である『花王 愛の劇場』にほぼ準していた。『テレビ小説』への改題後は、10月クールの作品を12月の最終金曜日に最終回とした他、1月クールの作品を1月の第1月曜日に放送開始としていた。

#### 再放送について
- 『ポーラテレビ小説』時代に実施されていた再放送は、『やっちゃば育ち』までは月～金曜放送分は翌日に、土曜放送分は翌週の月曜日に放送していた。『わたしは燁』から『千春子』までは月～木曜放送分は翌日に、金曜放送分は翌週の月曜日に放送していた。年末年始の放送に関しては、年内最後に放送した回は年明け最初に放送していた。
- 『モーニングジャンボ奥さま8時半です』をネットしていた系列局（途中からネットを開始した局も含む）は、『モーニングエコー810』などの自社制作番組を放送していた岩手放送（1980年4月から）を除く全局（『千春子』終了時点では16局）で本放送・再放送の両方をネットしていた。
- 毎日放送では、春の甲子園開催期間中における再放送は早朝6時台に先行放送していた。再放送最後の年となった1984年は、TBSとの同時ネットは3月23日が最後となり、3月26日から2回戦当日である3月30日までは先行放送で放送された[22]。
- 当時テレビ朝日系の『モーニングショー』をネットしていたTBS系列局（テレビ朝日系新局開局により『モーニングジャンボ奥さま8時半です』に切り替えた局も含む）は、ほとんどの局が本放送・再放送の両方をネットしていた。再放送が当初未ネットであった系列局の内、信越放送、長崎放送、琉球放送の3局は『絹の家』から再放送を開始した一方で、山陰放送は最後まで再放送はネットしなかった。
- 当時フジテレビ系朝のワイドショーをネットしていた岩手放送（1969年12月から1980年3月まで）・福島テレビ（1983年4月から9月まで）・テレビ山口の3局は、福島テレビは前述の通り1983年4月にフジテレビ系列にネットチェンジ後も同年9月まで本放送・再放送共放送された他、テレビ山口は1979年4月以降は本放送・再放送共放送された。岩手放送は本放送のみ放送され、1980年4月に『小川宏ショー』から『モーニングジャンボ奥さま8時半です』に切り替えられた後も前述の通り再放送はネットしなかった[23]。
- 再放送をネットしていた系列局の1984年4月以降の番組は『ときめき生情報810』であるが、再放送のネット局の内、毎日放送は自社制作番組である『モーニングナウ810』に切り替えたため、TBSからの8:10枠のネット受けを一時打ち切った。再放送が未ネットとなった岩手放送は『ときめき生情報810』もネットしなかった[24]。

### 日本テレビ系列局

#### 放送時間など
- 本枠をネットしていた日本テレビ系列局（TBS系列局に放映権が移行した青森放送・山梨放送・山口放送・高知放送、ネット局が山陰放送に一本化された日本海テレビも含む）は全局、テレビ朝日系の『モーニングショー』の直前に、『やっちゃば育ち』まではTBS系列における再放送と同時刻に月～金曜放送分は1日遅れで、土曜放送分は2日遅れで放送していた。『わたしは燁』から『千春子』まではTBS系列における再放送と同時刻に月～木曜放送分は1日遅れで、金曜放送分は3日遅れで放送していた。また、本来の系列番組であった『おはよう!こどもショー』は途中飛び降りもしくは未ネットとしていた。
- 南海放送は、TBS系列局と同様に『8時の空』『テレビ列島7時』『JNN8時のニュース』の直後に放送していた。
- 秋田放送は、『こおろぎ橋』の放送期間中である1979年3月5日以降は南海放送と同様に『8時の空』『テレビ列島7時』『JNN8時のニュース』の直後に放送していた。
- 山形放送と福井放送の最末期は『ズームイン!!朝!』を8;10で飛び降りた上で放送していた他、唯一放送される平日朝のTBS系番組であった。
- 北日本放送と四国放送は自社制作番組（北日本放送は『おはようKNBです』、四国放送は『おはようとくしま』）の直後枠に放送していた他、山形放送と福井放送同様に唯一放送される平日朝のTBS系番組であった。

#### 遅れネット終了
- 1984年3月の『千春子』終了と同時に前述の通りポーラがスポンサーから撤退し、複数社提供に移行したのに伴い、遅れネット局であった秋田放送・山形放送・北日本放送・福井放送・四国放送・南海放送の日本テレビ系列6局は本枠のネットを打ち切った。これにより、1984年4月2日開始の『あなた』以降はTBS系列25局のみでの放送となった。秋田放送・四国放送・南海放送の3局は本枠のネット打ち切り後も平日朝のTBS系番組のネット受けを継続した一方で、山形放送・北日本放送・福井放送の3局は本枠のネット打ち切りと同時に平日朝のTBS系番組のネット受けも打ち切った。
- また、6局で放送されるTBS系列一社提供ドラマは、『花王 愛の劇場』（1999年10月に複数社提供に移行・2009年3月終了）・『東芝日曜劇場』（2002年10月に複数社提供に移行）・『ナショナル劇場』→『パナソニック ドラマシアター』（2013年3月を以って他系列ネット打ち切り）の3本となった[25]。

最後まで本枠の1日遅れネットを続けた6局における打ち切り後に切り替えた番組は以下の通り。
| 放送対象地域 | 放送局     | 後番組                               | 備考 |
| ------------ | ---------- | ------------------------------------ | --- |
| 秋田県       | 秋田放送   | 『ときめき生情報810』 （TBS）        | 秋田放送・南海放送は1992年9月まで、 四国放送は1985年3月までTBS平日朝の同時ネット継続                                            |
| 徳島県       | 四国放送   | 『ときめき生情報810』 （TBS）        | 秋田放送・南海放送は1992年9月まで、 四国放送は1985年3月までTBS平日朝の同時ネット継続                                            |
| 愛媛県       | 南海放送   | 『ときめき生情報810』 （TBS）        | 秋田放送・南海放送は1992年9月まで、 四国放送は1985年3月までTBS平日朝の同時ネット継続                                            |
| 山形県       | 山形放送   | 『ズームイン!!朝!』 （日本テレビ）   | 『千春子』終了を以ってTBS平日朝の番組のネット受け終了 『ズームイン!!朝!』は飛び降り解消でフルネット化                           |
| 福井県       | 福井放送   | 『ズームイン!!朝!』 （日本テレビ）   | 『千春子』終了を以ってTBS平日朝の番組のネット受け終了 『ズームイン!!朝!』は飛び降り解消でフルネット化                           |
| 富山県       | 北日本放送 | 『おはようKNBです』 （自社制作番組） | 『千春子』終了を以ってTBS平日朝の番組のネット受け終了 『おはようKNBです』は本枠の時間帯に枠大 『ズームイン!!朝!』は途中飛び降り |

1984年4月の複数社提供移行に伴い本枠を打ち切りとなった他系列6局で2024年現在放送されている番組は、秋田放送・山形放送・北日本放送・四国放送・南海放送は日本テレビ系の『ZIP!』 を、福井放送はテレビ朝日系の『羽鳥慎一モーニングショー』をそれぞれ放送している。